# 大灾变：黑暗之日
《大灾变：黑暗之日》（縮寫為）是一款以末日幻想为背景的探索生存游戏。原开发人员使用创作共用授权将大灾变的源代码发布在了GitHub网上，从而诞生了《大灾变：黑暗之日》这一开源作品，并于2013年成功地在Kickstarter网上获得了群众募资来进行正式开发。
不同於Steam版，原版本體作為無商城回合制單機遊戲免費開放下載。

## 開放式開發團隊
遊戲由一群核心與非核心志願人員以個閑暇時無償參與本作開發，其可根個人時間與意願自由參與。
開發者們基於設計文件規範於GitHub上傳設計之生物、物品、建築或相關遊戲模組等等各類創作內容，於往後實驗版進行整合。
玩家也可以基於提案在GitHub發表創意靈感，供其他開發者評估實現的可行性以及遊戲性上的兼容性。

## 設計理念
本作主張遊戲風格必須兼顧平衡且擬真，於設計文件提及其設計理念：
『如果某件事物在現實是有效的，那麼它在本作也應該有效，並且它在遊戲中也必須是強度平衡的。』
遊戲的內容更新也基於這兩大原則進行擴展。
如有玩家或開發人員發現遊戲部分內容違反述上原則，可由錯誤回報或提案。

## 遊戲發布版本
游戏於基穩定性分为稳定版和实验版。目前最新的稳定版本是0.H-RELEASE Herbert。
據開發人員表示原定計劃每隔半年至一年就會整合一次實驗版內容統合成穩定版，但基於現實層面開發人員的私生活因素、實驗版投稿量、新系統整合難度等因素，至今仍未遵守該約定時限
最新实验版本幾乎每日都會更新发布，每一次游戏源代码的变动会在CI服务器上留下编号(如3371、5168等)并进行编译，最近的编译结果会被保存下来供玩家下载。玩家们由此可以体验到最新的游戏特性，然而亦有可能遇到大量的bug，因此被称为实验版。

## Steam版
在0.G穩定版本由本作品之大魔法模組作者經由其他開發者同意後上架Steam平台。
該版本有定價作為上傳作者之贊助資金。
目前支持Steam成就、Steam雲端存檔、Steam創意工坊等額外服務。
但基於穩定性考量，不會更新實驗版內容，也不會同步玩家自定義設定，避免玩家切換作業系統時產生衝突。

## 背景
游戏背景发生在近未来的新英格兰，一次灾难性事件导致了大量人员死亡，并催生了大量怪物与危害。

## 游戏性
游戏的原始画面完全由ASCII码构成，但玩家可以自行选择图形包。
不同于其他探索游戏，游戏中没有設定最終目标，玩家可以在程序自动生成的地图上探索，清理区域内的怪物，与NPC互动，建造避难所和载具。
游戏玩法主要基于維持日常所需生存，游戏中包含各种参数例如饥饿、口渴、情绪、疾病和温度等，玩家必须在生存面對敵對生物、惡意NPC、惡劣環境異變等危害。
游戏主要集中于利用各种基本物品来进行创造，例如衣物和食物的制造。游戏开始时可以选择不同的职业和场景，还给玩家提供不同的角色特性（优势或劣势）。游戏的其他特色包括车辆改装、各色枪械、仿生学、突变、毒品和毒瘾、季节更替等。

## 分支
| 原名                             | 中譯             | 說明                                                                                 |
| -------------------------------- | ---------------- | ------------------------------------------------------------------------------------ |
| Cataclysm （页面存档备份，存于） | 大災變           | 原作者 Whales 已停止開發。                                                           |
| Cataclysm: Dark Days Ahead       | 大災變：黑暗之日 | CDDA 是 Cataclysm 的分支。                                                           |
| Cataclysm: Bright Nights         | 大災變：明亮之夜 | CBN 是 CDDA 的分支。CBN 提供了勝利結局，刪去了 CDDA 嵌套容器、真菌感染等繁瑣的機制。 |